# 札幌東映
札幌東映（さっぽろとうえい・1955年12月26日開業 - 2003年3月30日閉館）は、北海道札幌市中央区南2条西5丁目にかつて存在した映画館である。
札幌東映会館または札幌東映劇場と呼ばれることもあった。北海道内における東映系のチェーンマスターとして数々のヒット作を上映してきた。

## 歴史
- 1955年12月26日：開館[2]。札幌東映劇場（1階）、東映地下劇場[3]（地下1階）の2館体制でスタート。
- 1963年：東映地下劇場を「東映パラス」に改称。洋画ロードショー館となる[3]。
- 1980年：東映劇場の2階席部分を改修し、東映ホールがオープン。3館体制となる。
- 1980年3月7日～3月9日：札幌東映にてぴあ主催による『OFF THEATER FILM FESTIVAL '79』が開催される[4]。
- 1982年5月15日～5月28日：東映ホールにて『第1回さっぽろ映画祭』が開催される。
- 1988年：東映ホールを「東映パラス2」に改称。
- 1997年4月25日：東映パラス2を「シネスイッチ札幌」に改称。リニューアルオープン。
- 2000年11月17日～11月24日：東映パラスとシネスイッチ札幌にて『第13回さっぽろ映画祭』が開催される。
- 2002年12月：札幌駅前に東映と東宝、松竹の3社合同運営によるシネマコンプレックス「札幌シネマフロンティア」が開業するのに伴い、閉館を発表する。
- 2003年3月30日：札幌東映で上映された『ONE PIECE THE MOVIE デッドエンドの冒険』を最後に閉館（パラスとシネスイッチは同月28日に営業終了）。48年の歴史に幕を閉じる。

## 各館の特徴
※館名及び座席数は閉館時のもの。
- 札幌東映（1階）
定員350人。ドルビーデジタル対応。東映の邦画ロードショー館。1ヵ月に1作の割合で新作が上映されていた。
- 東映パラス（地下1階）
定員310人。主に丸の内シャンゼリゼ（現：丸の内TOEI2）及び渋谷東急系で上映される邦画・洋画が多かったが、終盤期には丸の内ピカデリー2系の洋画を主に上映していた。鈴井貴之の初監督映画『man-hole』（2001年）はこちらでロードショー上映されていた[5]。
- シネスイッチ札幌（2階）
定員164人。東映ホール→東映パラス2時代は主にムーブオーバー作品を中心に上映していたが、1997年からはシネスイッチ銀座とチェーンを組みミニシアター向きの作品を中心に上映していた。

## 閉館後
建物は解体された後しばらく駐車場となっていたが、2016年8月2日、大和リビングマネジメント運営のビジネスホテル「ラ・ジェント・ステイ札幌大通」がグランドオープンした。ちなみに2008年6月、同館の跡地にダイワロイネットホテル札幌（仮称）を建設する計画が報じられたが、実際は同館跡地ではなく、南4条西1丁目に「ダイワロイネットホテル札幌すすきの」として2012年7月20日に開業している。
2010年6月12日にT・ジョイ稚内（ティ・ジョイ、最北シネマ株式会社共同事業体）がオープンするまで7年3ヵ月間、札幌シネマフロンティアを除いて北海道内に東映系列の映画館は存在しなかった。